# Sierra Imataca
Pour les articles homonymes, voir Imataca.
Sierra Imataca est une localité du Venezuela, capitale de la paroisse civile d'Imataca et chef-lieu de la municipalité de Casacoima dans l'État de Delta Amacuro.